# Baby Boy (singel)
„Baby Boy” – singel amerykańskiej wokalistki rhythm and bluesowej Beyoncé Knowles, nagrana z udziałem Seana Paula, pochodząca z jej debiutanckiego albumu solowego Dangerously in Love. 
Singel odniósł duży sukces komercyjny, pozostając na szczycie Billboard Hot 100 przez dziewięć tygodni i uzyskując status platynowej płyty. „Baby Boy” był najdłużej utrzymującym się na 1. miejscu utworem Knowles aż do 2006 roku i „Irreplaceable” (10 tygodni). Singel stał się równie popularny na arenie międzynarodowej uzyskując platynowy status m.in. w Australii. Piosenka została dobrze przyjęta przez krytyków, a także otrzymała wiele wyróżnień, w tym nagrodę ASCAP dla jednego z najczęściej wykonywanych utworów roku.
W 2005 roku amerykańska piosenkarka Jennifer Armour złożyła pozew do sądu przeciw Beyoncé, oskarżając ją o naruszenie praw autorskich. Twierdziła, że Knowles wykorzystała w „Baby Boy” chwytliwą melodię jej utworu „Got a Little Bit of Love for You”. Sprawa została rozstrzygnięta na korzyść Beyoncé.

## Powstawanie utworu
Knowles wybrała się do Miami, by tam, wraz z kanadyjskim producentem Scottem Storchem, rozpocząć prace nad albumem Dangerously in Love. Napisali wtedy z pomocą Roberta Wallera i Jaya-Z „Baby Boy”. W piosence pojawia się wers „We steppin' in hotter this year”, który został zapożyczony z utworu „No Fear” hip hopowej grupy O.G.C.
Gdy utwór był gotowy Knowles wpadła na pomysł, że byłoby doskonale, gdyby jamajski artysta Sean Paul miał w nim udział. Dlatego skontaktowała się z nim, pytając o możliwość współpracy. Sean entuzjastycznie przyjął propozycję i przyleciał do Miami z Jamajki, by nagrać swoją część. Jego toasting został dodany do utworu, a nagrywanie „Baby Boy” zakończyło się w marcu 2003, podczas ostatnich etapów kompletowania albumu.

## Kompozycja i tematyka
„Baby Boy” reprezentuje contemporary R&B i ma umiarkowane tempo. Utrzymana jest w tonacji c-moll i posiada dziewięćdziesiąt dwa uderzenia na minutę. Piosenka stanowi połączenie R&B i dancehallu. Występują w niej jednak również wpływy reggae, a także muzyki indyjskiej oraz bliskowschodniej, do czego przyczynił się Scott Storch i jego zainteresowania tymi gatunkami. Według Fox News „Baby Boy” oparta jest na utworze reggae „Here Comes the Hotstepper” Iniego Kamoze, jamajskiego wokalisty.
W pewnym stopniu „Baby Boy” stanowi kontynuację „'03 Bonnie & Clyde”, kolaboracji Jaya-Z i Knowles. Tekst utworu opowiada o kobiecych fantazjach i utrzymany jest w stylu całego albumu.

## Wydanie i przyjęcie

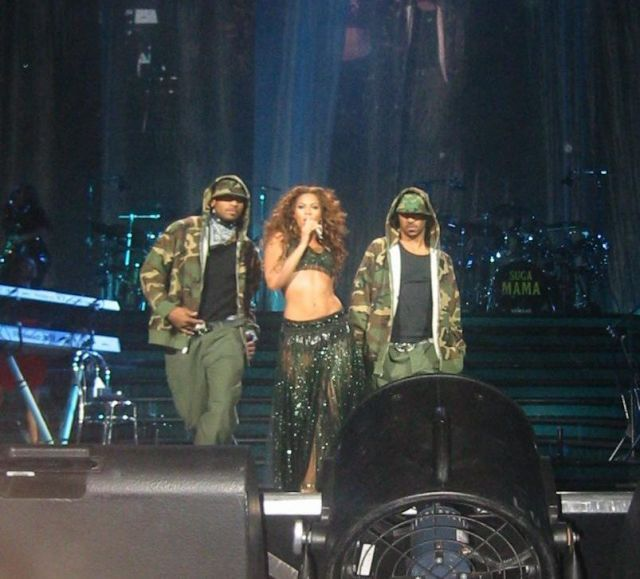
Beyoncé wykonująca „Baby Boy”

„Baby Boy” wydany został jako drugi singel z albumu Dangerously in Love. Ukazał się na płycie kompaktowej 4 maja w Kanadzie i 9 września w Australii, a 14 października na płycie gramofonowej w Stanach Zjednoczonych. Utwór znalazł się również na reedycji albumu Seana Paula Dutty Rock.
„Baby Boy” został dobrze przyjęty przez krytyków. Anthony DeCurtis z magazynu Rolling Stone napisał, że Knowles brzmi w utworze tak, jakby „dobrze się bawiła”, a Stephen Thomas Erlewine z AllMusic określł ją jako „pewną siebie i seksowną.” Mark Anthony Neal z PopMatters określił piosenkę mianem jednej z najlepszych kolaboracji z Dangerously in Love. Lisa Verrico z The Timesa również pochwaliła „Baby Boy”, pisząc m.in. o „prawdziwej chemii między Knowles a Paulem.” Z kolei Neil Drumming z Entertainment Weekly pochwalił wyczuwalne bollywoodowe brzmienia, dopełnione reggae Seana Paula. James Anthony napisał na łamach The Guardian, że singel „buduje most nad przepaścią między R&B i dancehallem.”

## Sukces komercyjny
„Baby Boy” zaczął zajmować pozycje na listach jeszcze przed ukazaniem się oficjalnego singla. Zadebiutował na miejscu 57. Billboard Hot 100, podczas gdy „Crazy in Love” przebywał aktualnie na szczycie listy. Singel dotarł na 1. miejsce po ośmiu tygodniach i pozostawał na nim przez dziewięć tygodni. „Baby Boy” był tym samym najdłużej utrzymującym się na 1. pozycji utworem Knowles aż do 2006 roku i „Irreplaceable” (10 tygodni). Singel pozostał na liście Hot 100 przez dwadzieścia dziewięć tygodni i uzyskał status platynowej płyty w Stanach Zjednoczonych. Poza Hot 100 piosenka uplasowała się również w innym notowaniach Billboardu, w tym: Top 40 Tracks, Rhythmic Top 40, Top 40 Mainstream, Hot 100 Airplay, Dance Radio Airplay oraz Hot Dance Club Play.
Singel stał się równie popularny poza Stanami Zjednoczonymi. Zadebiutował na 2. miejscu w Wielkiej Brytanii, stając się najwyższym debiutem w historii UK Singles Chart. Mimo iż piosenka spędziła na liście 11 tygodni, nie zdołała dotrzeć na szczyt (na którym wciąż pozostawała „Where Is the Love?” The Black Eyed Peas). W Australii i Nowej Zelandii uplasował się na kolejno: 3. i 2. miejscu. W Europie utwór zajął miejsca w pierwszych dziesiątkach w większości zestawień.

## Wideoklip
Wideoklip został nakręcony w Miami 7-8 sierpnia 2003 roku, a jego reżyserem był Jake Nava. Fragmenty teledysku zarejestrowane zostały w domu z pokojami reprezentującymi różne style: jeden japoński, a drugi staroangielski.
Teledysk rozpoczyna się sceną, w której Sean Paul siedzi na tronie i toastinguje, a Knowles tańczy, opierając się jednocześnie o ścianę. Następne ujęcia pokazują Knowles leżącą na łóżku oraz Paula otoczonego wieloma kobietami. Wokalistka przechodzi wtedy na plażę, gdzie spotyka mężczyznę, z którym flirtuje. Akcja przenosi się następnie do domu, w którym trwa impreza, i na której Knowles tańczy z tym samym mężczyzną. W momencie wersu „the dance floor becomes the sea” woda zalewa podłogę. Następne ujęcia przedstawiają Knowles w towarzystwie tancerzy na drewnianej platformie ustawionej na plaży. Ostatnia scena ukazuje wokalistkę tańczącą na plaży do instrumentalnego fragmentu muzyki arabskiej, skomponowanej specjalnie do teledysku. Oryginalna wersja nie posiada tej części.
Wideoklip miał premierę w programie MTV Total Request Live 25 sierpnia 2003 roku. Zadebiutował na miejscu 10., docierając ostatecznie na szczyt listy. W sumie teledysk pozostawał w zestawieniu przez 41 dni, tyle samo, co „Me, Myself and I”.

## Wykonania na żywo

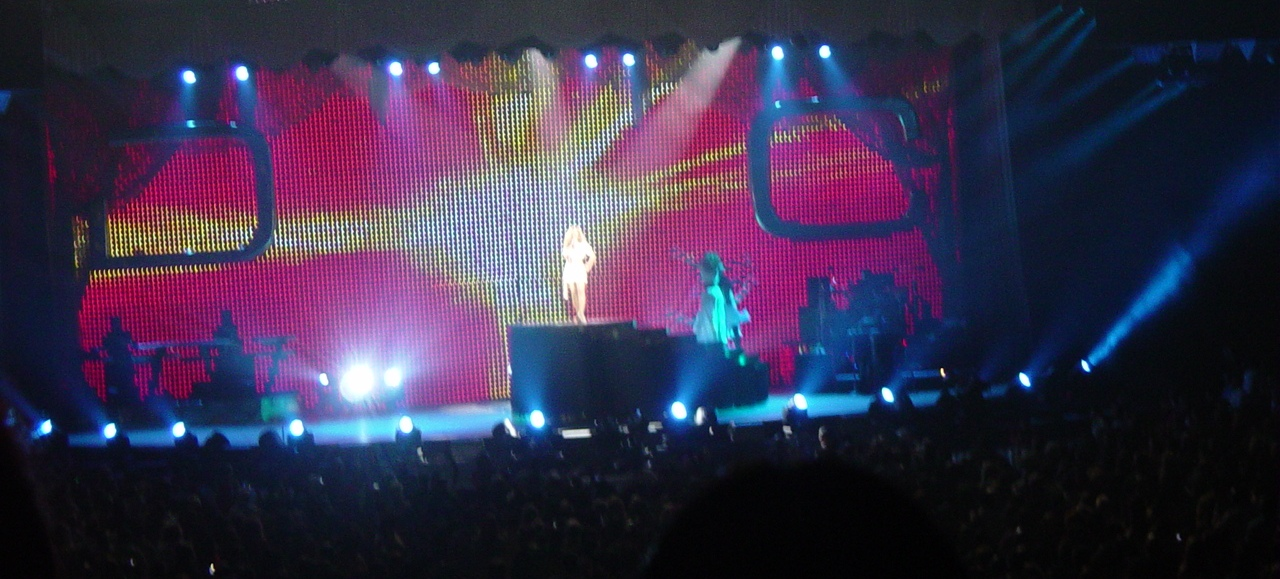
Knowles wykonująca „Baby Boy” podczas pożegnalnej trasy koncertowej Destiny’s Child, Destiny Fulfilled ... And Lovin' It

Knowles wykonała „Baby Boy” bez Seana Paula na gali MTV Video Music Awards 2003, gdzie poza tym, wraz z Jayem-Z, zaśpiewała również „Crazy in Love”. Później, już z Paulem, wykonała utwór na gali MTV Europe Music Awards 2003. Jessica Hodges z PopMatters określiła ten występ jako rozczarowujący w porównaniu z tym zaprezentowanym na VMA.
Wykonanie na żywo „Baby Boy” wydane zostało na DVD dokumentującym koncert wokalistki w Londynie, Live at Wembley. Poza własnymi występami, Knowles śpiewała utwór również podczas pożegnalnej trasy Destiny’s Child, Destiny Fulfilled ... And Lovin' It. Dlatego piosenka znalazła się na koncertowym DVD Destiny’s Child: Live in Atlanta. Podczas trasy The Beyoncé Experience w 2007 roku wokalistka wykonywała „Baby Boy” w wersji, która zawierała fragmenty utworu reggae „Murder She Wrote”. Materiał nakręcony podczas koncertu w Staples Center, złożony z m.in. „Baby Boy”, wydany został na DVD The Beyoncé Experience Live!.

## Lista utworów
CD
1. „Baby Boy” (wersja albumowa) – 4:04
2. „Baby Boy (Junior Vasquez Club Anthem remix)” – 8:50
3. „Krazy in Luv (Adam 12 So Crazy remix)” – 4:30

Maxi CD
1. „Baby Boy” (wersja albumowa) – 4:04
2. „Baby Boy (Maurice's Nu Soul mix)” – 6:14
3. „Baby Boy (Junior's Papadella)” – 3:58
4. „Krazy in Luv (Adam 12 So Crazy remix)” – 4:30

Płyta gramofonowa
1. „Baby Boy” (wersja albumowa) – 4:04
2. „Baby Boy (Junior Vasquez Club Anthem remix)” – 8:50
3. „Baby Boy (Maurice's Nu Soul mix)” – 6:14
4. „Baby Boy (Maurice's Nu Dub Baby!)” – 6:30

## Pozycje na listach
| Lista (2003/2004)             | Najwyższa pozycja |
| ----------------------------- | ----------------- |
| Australian ARIA Singles Chart | 3                 |
| Austrian Singles Chart        | 18                |
| Belgian Ultratop 50           | 11                |
| Danish Singles Chart          | 6                 |
| Dutch Top 40                  | 8                 |
| European Hot 100 Singles      | 3                 |
| French SNEP Singles Chart     | 8                 |
| German Singles Chart          | 4                 |
| Irish Singles Chart           | 6                 |
| Italian FIMI Singles Chart    | 12                |

| Lista (2003/2004)                    | Najwyższa pozycja |
| ------------------------------------ | ----------------- |
| New Zealand RIANZ Singles Chart      | 2                 |
| Norwegian Singles Chart              | 10                |
| Romanian Singles Chart               | 49                |
| Swedish Singles Chart                | 5                 |
| Swiss Singles Chart                  | 5                 |
| UK Singles Chart                     | 2                 |
| U.S. Billboard Hot 100               | 1                 |
| U.S. Billboard Hot R&B/Hip-Hop Songs | 1                 |
| U.S. Billboard Hot Dance Airplay     | 1                 |
| U.S. Billboard Pop 100               | 1                 |